# Tramlijn 97 (Brussel)
De Brusselse tramlijn 97 wordt uitgebaat door de MIVB en verbindt het metrostation Louiza met de halte Dieweg te Ukkel. De kenkleur van deze lijn is donkerpaars.
Door werken aan de Neerstalsesteenweg en de Brusselsesteenweg, tussen de haltes Vorst Centrum en Zaman-Vorst Nationaal wordt tramijn 97 van 9 juni 2025 tot einde werken in 2026 tijdelijk geschrapt.

## Bijzonderheden
De Brusselse tramlijn 97 werd opgestart op 2 juli 2007 en rijdt van metro Louiza naar Dieweg in Ukkel. Ze is een samensmelting van de twee tramlijnen 18 en 91 die beiden afgeschaft werden in juli 2007.
Sinds 6 april 2009 rijdt tram 97 vanaf Kruispunt Stalle tot Dieweg en bedient hierdoor de halte Stalle Parking niet meer. Deze laatste wordt nog steeds gebruikt door tram 4. Hiermee werd het eindpunt Dieweg opnieuw gebruikt als een vast eindpunt van een tramlijn.
Vanaf 1 september 2011 rijdt tram 97 opnieuw heel de dag tussen Louiza en Bareel. Dat stukje werd voordien enkel tijdens de spitsuren bediend vanwege een tekort aan reizigers.

## Voertuigen
Bij elke aanpassing (zie hierboven) werd een ander type voertuig gebruikt:
- Bij de oprichting van tram 97 in 2007: PCC 7700/7800
- Verlenging tot Dieweg op 6 april 2009: PCC 7700/7800 en PCC 7900
- Sinds maart 2014: meestal PCC 7700/7800 met af en toe een PCC 7900 en heel zelden tijdens de vakanties een T2000 of T3000.

## Afbeeldingen

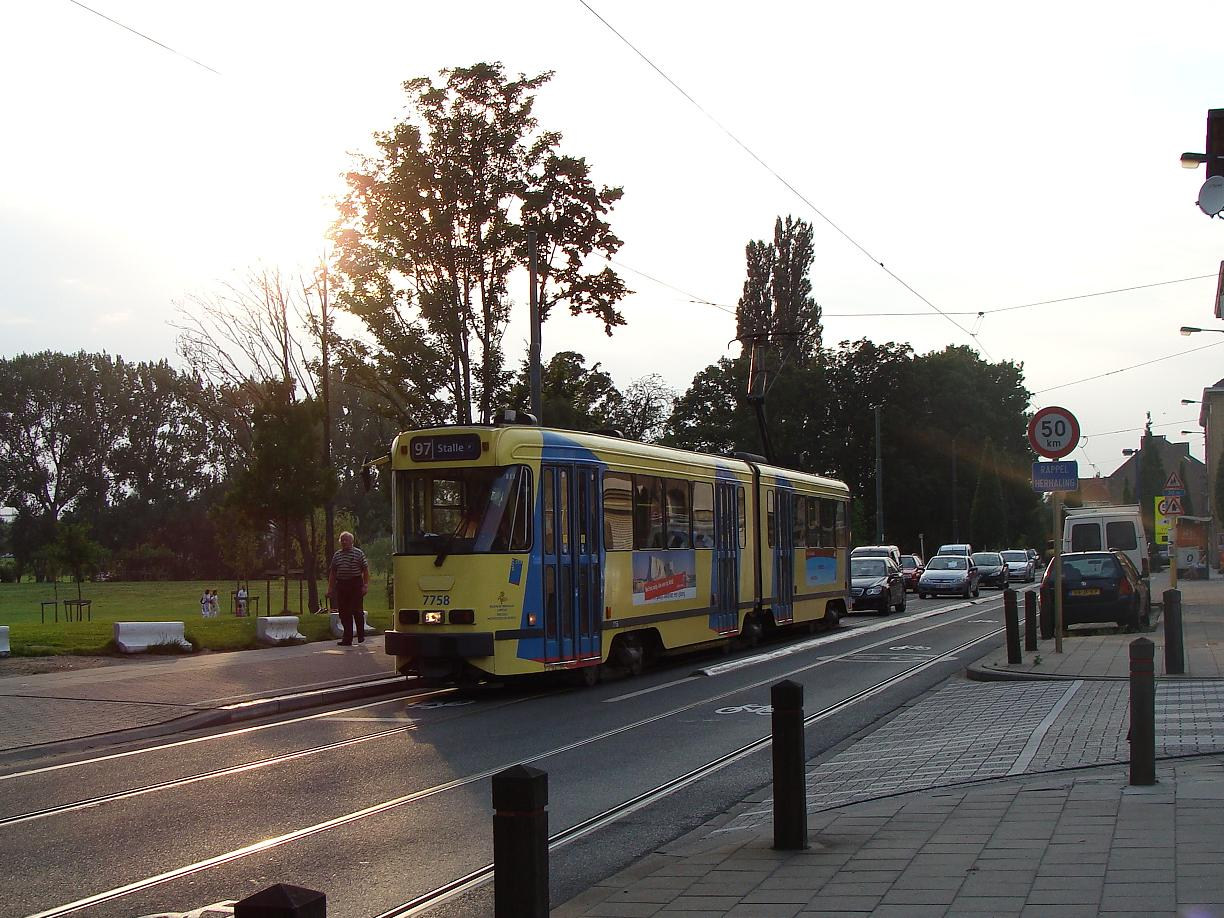
2008: lijn 97 rijdt tot Stalle Parking.
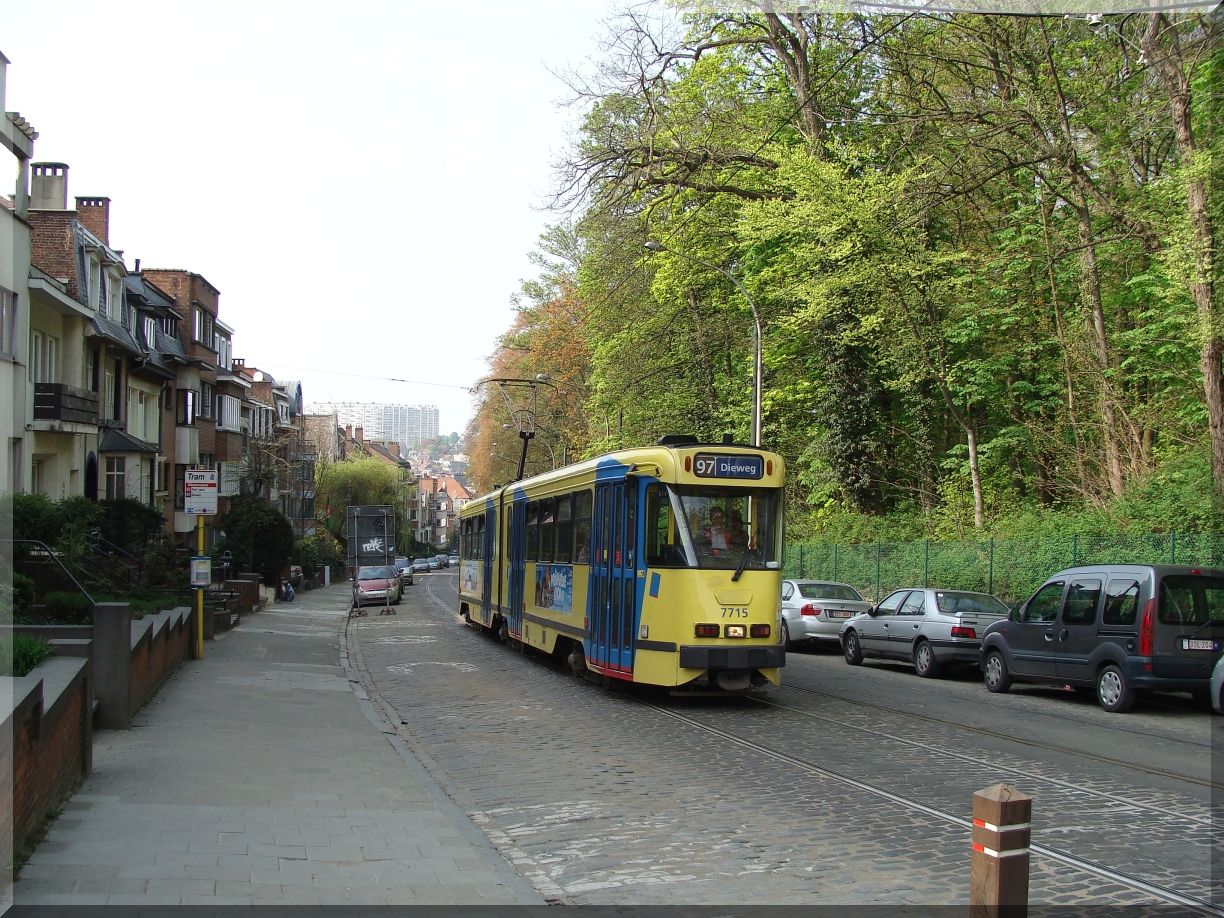
Vanaf 2009 rijdt tram 97 tot Dieweg.
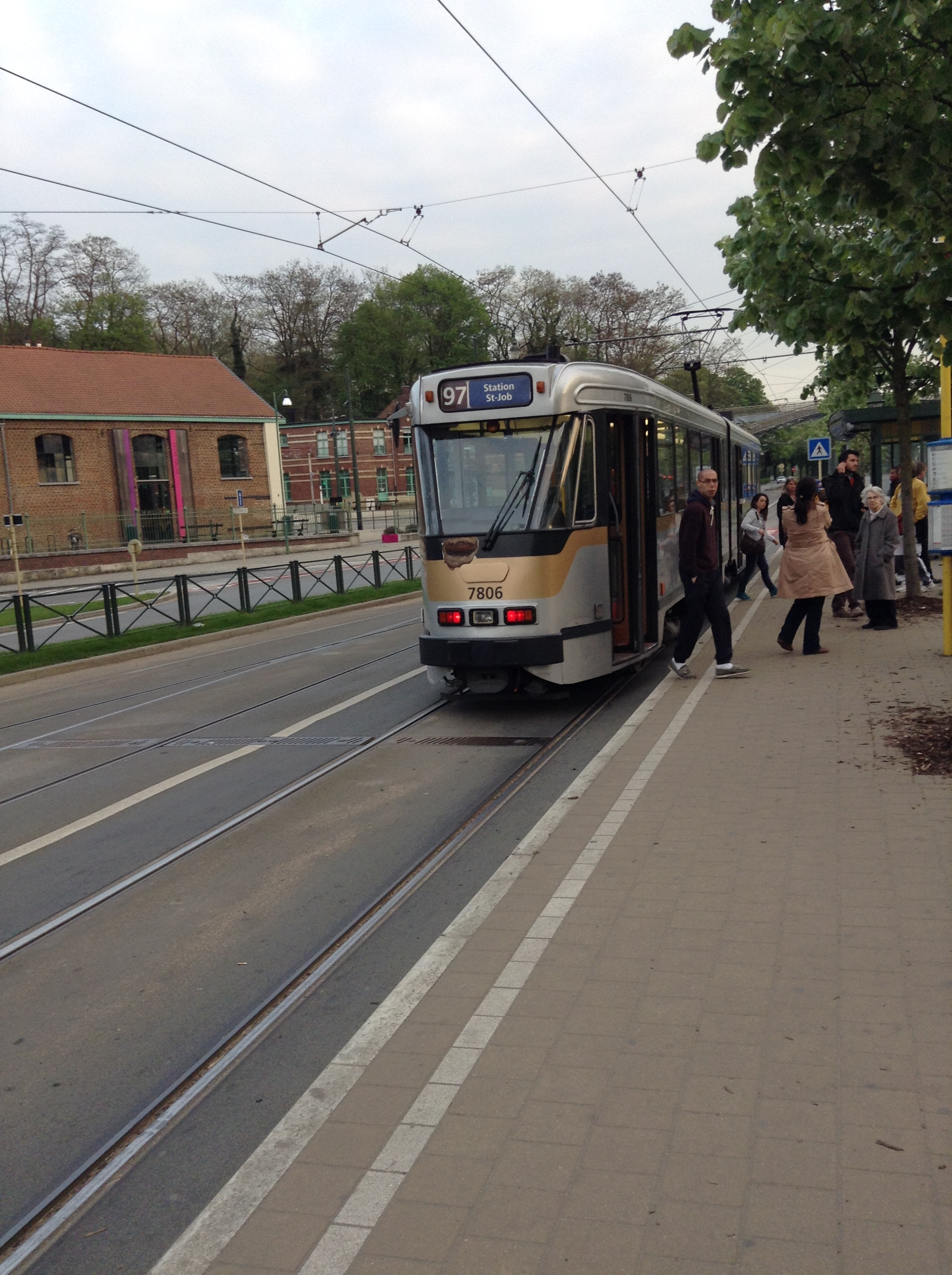
Tot in 2015 bestond er op de filmrollen van de PCC's een aanduiding "97 Sint-Job".
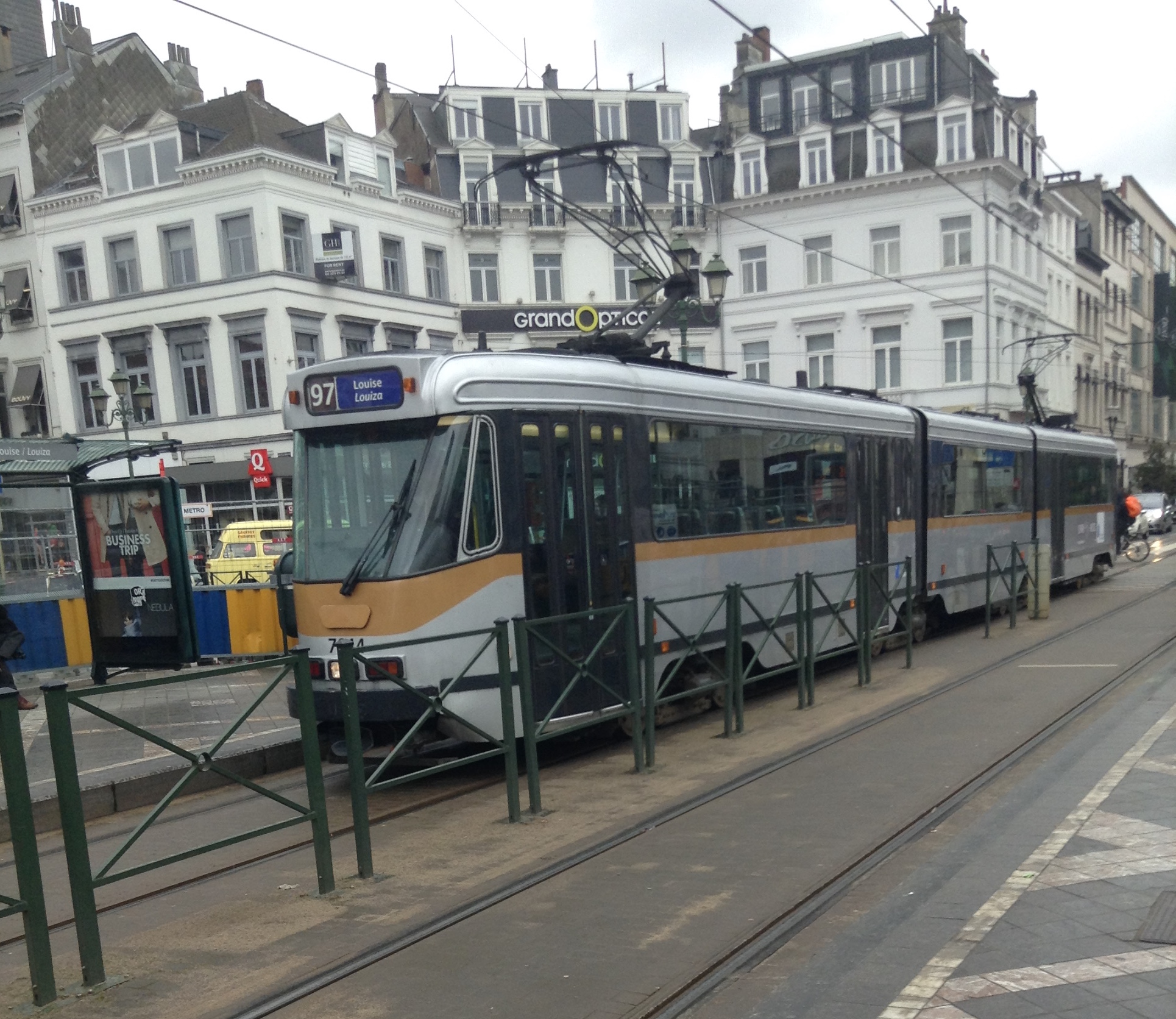
T7900 rijdt uitzonderlijk op tram 97 in 2016